# Willa Flora w Poznaniu
Willa Flora (także: Willa Nova) – neorenesansowa willa w Poznaniu, zlokalizowana przy ul. Grunwaldzkiej 3 (dawniej Augusty Wiktorii), na Grunwaldzie, na osiedlu administracyjnym Św. Łazarz.

## Historia
Willa jest jednym z najstarszych istniejących do dziś budynków przy ul. Grunwaldzkiej – budowę rozpoczęto w 1872. Stanowi jeden z nielicznych ocalałych przykładów tzw. Établissements, czyli ogródków rozrywkowych z restauracjami, bardzo popularnych w Poznaniu na przełomie XIX i XX wieku, a także w dwudziestoleciu międzywojennym (ich największe skupiska znajdowały się na Wildzie – przy Drodze Dębińskiej i na Jeżycach). Ogródki takie stanowiły istotny cel niedzielnych wycieczek Poznaniaków w tamtych czasach.
Obiekt należał do architekta i budowniczego Bolesława Margowskiego. Charakteryzuje się przejrzystą, geometryczną strukturą tworzących go brył. Nad całością dominuje przysadzista wieża. Od lat 80. XIX wieku powstawały liczne obiekty towarzyszące, składające się na ofertę ogródka rozrywkowego, np. kręgielnia, czy muszla koncertowa. Miejsce stało się popularne zwłaszcza wśród stosunkowo mniej zamożnych warstw społeczeństwa. W latach 1910–1912 dobudowano do kompleksu salę widowiskową. W tym samym czasie otwarto jeden z pierwszych kortów tenisowych w mieście (zimą wykorzystywany jako lodowisko).
W latach 1927–1932 działało w willi Polskie Przedsiębiorstwo Filmowe POPFILM. Następnie wróciła funkcja gastronomiczna. Budynek, uszkodzony w czasie II wojny światowej, zamieniono w czasach PRL na lokale biurowe. Stan ten trwa do dziś. Ogrody okalające willę zdewastowano – nie pozostały żadne ślady dawnych funkcji rozrywkowych.

## Dojazd
Dojazd możliwy tramwajami linii 6, 13, 15 lub autobusem linii 164 do przystanku Matejki.

## Sąsiedztwo
W sąsiedztwie stoi monumentalny gmach dawnego hotelu Polonia, zbudowanego na PeWuKę (obecnie Specjalistyczny Szpital Kliniczny UM, wcześniej 111 Szpital Wojskowy), neogotycki budynek I Liceum Ogólnokształcącego im. Karola Marcinkowskiego, a także budynek jeżyckiej straży pożarnej, kamienica Bolesława Richelieu, Kościół św. Michała Archanioła przy ul. Stolarskiej i dom oficerski zbudowany z FKW.